# Пространствен ъгъл
Пространствен ъгъл е част от пространството, обединяващо всички лъчи, които излизат от дадена точка (върхът на ъгъла) и пресичат дадена повърхност. Границите на пространсвения ъгъл са обособени от конична повърхност. Единицата за измерване на пространствени ъгли в СИ е стерадиан. Една пълна сфера има {\displaystyle ~4\pi } стерадиана. За обозначаване на самия ъгъл обикновено се използва буквата {\displaystyle ~\Omega }. Едни от приложенията му във физиката са за изчисляване на електрично поле, магнитно поле и яркост.
За произволна повърхност {\displaystyle S}, пространственият ъгъл {\displaystyle \Omega }, под който тя се вижда от началото на координатната система се дава с:
{\displaystyle \Omega =\iint \limits _{S}d\Omega =\iint \limits _{S}\sin \vartheta d\varphi d\vartheta =\iint \limits _{S}{\frac {(\mathbf {r} /r)\cdot \mathbf {n} dS}{r^{2}}},}
където {\displaystyle r,\vartheta ,\varphi } — сферичните координати на елемента от повърхността {\displaystyle dS,}{\displaystyle \mathbf {r} } — радиус-вектор, {\displaystyle \mathbf {n} } — единичният вектор, перпендикуларен на {\displaystyle dS.}